# Hymenophyllum apteryx
Hymenophyllum apteryx là một loài dương xỉ trong họ Hymenophyllaceae. Loài này được M. Kessler & Sundue mô tả khoa học đầu tiên năm 2005.